# A Saucerful of Secrets (cançó)
A Saucerful of Secrets és un tema instrumental del grup de rock britànic Pink Floyd que va aparèixer en el disc A Saucerful of Secrets aparegut el 1968. El tema portava inicialment el nom de Massed Gadgets of Hercules. És el segon tema instrumental més llarg de Pink Floyd, després d'Atom Heart Mother.

## Composició
El tema és molt avantguardista, inclou una important secció de percussions i es compon de quatre parts:
1. Something Else : molt calmat, secció d'orgue i pujada in crescendo de dramàtic.
2. Syncopated Pandemonium : violent, trossos de bateria, deflagracions de guitarra, de gong i piano.
3. Storm Signal : orgue, és una part embrionària, que passa desaparcebuda com una mena de transició entre les dues parts veïnes.
4. Celestial Voices : Contrast total amb les parts precedents que evoquen una mena de caos. La part comença amb un tema de 15 acords sobre 8 mesures d'orgue, seguit de la guitarra, el baix, la bateria, la guitarra i la veu de David Gilmour. Va donar un aspecte eufòric al conjunt del tema. Aquesta part fou represe sola en molts concerts que era tancada per una continuació anomenada The Journey. Una versió de llargada excepcional fou executda al Royal Festival Hall el 1969 amb un gran orgue i cors, un altre al concert al Concertgebaw d'Amsterdam el 1969, en ambdós casos el fragment va rebre el nom de The End of the Beginning.

## Versions
Existeixen tres versions diferents d'aquest tema:
- Una primera versió a l'àlbum A Saucerful of Secrets.
- Una versió concert en el primer disc del doble àlbum Ummagumma
- Una versió en el film Pink Floyd: Live at Pompeii, similar a la precedent, tot i que tocada molt més ràpidament.

## Crèdits
- Roger Waters - baix, percussió, gong
- David Gilmour - guitarra, cors
- Richard Wright - piano, orgue
- Nick Mason - bateria